# Последний дом слева (фильм, 2009)
«Последний дом слева» (англ. The Last House on the Left) — фильм ужасов 2009 года, ремейк одноимённого фильма Уэса Крэйвена 1972 года. Премьера фильма состоялась 13 марта 2009 года.

## Сюжет
Полицейские перевозят в тюрьму маньяка Крэга на полицейской машине. На железнодорожном переезде их автомобиль таранит неизвестно откуда выехавшая машина, после чего Крэга освобождают его брат Френсис и его девушка Сейди, а копов убивают.
Хирург Джон Коллинвуд с женой Эммой и дочерью Мэри приезжают отдохнуть в свой дом у озера. Мэри берёт родительскую машину и отправляется к своей подруге Пейдж, которая работает продавщицей. В магазине молодой парень Джастин хочет купить пачку сигарет, но документы о подходящем возрасте показать не может и предлагает взамен угостить Пейдж «травкой».
Подруги отправляются в мотель к Джастину, курят сигареты и веселятся. В это время является отец Джастина — Крэг — вместе с Френсисом и Сейди. Парень не ожидал, что они появятся уже сегодня. Его преступные родственники тоже были крайне удивлены, что Джастин привёл посторонних. И сразу делают вывод, что отпускать их нельзя. К тому же машина Мэри очень пригодится, чтобы быстро уехать, так как об их делах уже даже в газетах пишут.
Все садятся в автомобиль Мэри и едут через лес. Не ожидая от этой поездки ничего хорошего для себя, Мэри и Пейдж пытаются на ходу выскочить. Завязывается борьба, и машина разбивается. У Френсиса сломан нос, остальные отделались лёгкими травмами. Девушек начинают избивать, и Пейдж пытается убежать. Френсис с Сейди догоняют её, связывают и притаскивают обратно.
Крэг предлагает своему сыну «стать мужчиной» — изнасиловать любую из девушек. Джастин отбивается, а Пейдж называет Крэга недоноском. Он злится и дважды ударяет связанную девушку ножом в живот, оставив её медленно и мучительно умирать.
После этого Крэг насилует Мэри. Она ударяет его камнем по голове, вырывается и добегает до озера, где бросается в воду и пытается уплыть. Крэг стреляет в неё из пистолета и после нескольких неудачных выстрелов попадает. Мэри всплывает на поверхность.
Крэг, Френсис, Сейди и Джастин добираются до дома Коллинвудов и обманом проникают в их дом. Джон вправляет и зашивает нос Френсиса, предложив им переночевать в гостевом домике. Джастин случайно замечает фотографию Мэри на холодильнике и оставляет рядом со своей чашкой медальон, который Крэг сорвал с девушки.
Преступники отправляются спать, а тем временем истекающей кровью Мэри удается доползти до родительского дома. Джон оказывает ей первую помощь, а Эмма находит медальон и понимает, что Мэри стала жертвой их гостей. Дочь нужно срочно доставить в больницу, в гостевом домике бандиты, а машины нет. Единственный путь — на катере по озеру.
Пока Джон ищет ключи зажигания от катера, Френсис, решивший, что Эмма к нему неравнодушна, приходит в дом. Некоторое время хозяйка отвлекает его разговором, однако вскоре он замечает раненую Мэри. Завязывается драка, и Джону вместе с Эммой удается убить Френсиса.
Затем они отправляются в гостевой домик, чтобы убить остальных. Джастин отдает Джону отцовский пистолет. Хирург стреляет в проснувшуюся Сейди, а Крэг выпрыгивает в окно и бежит в основное здание. После напряженной борьбы Эмма убивает Сейди. Крэг понимает, что их раскусили.
Джон возвращается в дом, и дерется с Крэгом. Крэгу удается одолеть соперника, однако когда он собирается добить отца семейства, появляется Джастин с пистолетом. Поняв, что в пистолете нет патронов, Крэг переключается на сына, припирая его к стене и нанося удары железным штырём. Джон и Эмма нападают на Крэга с двух сторон и избивают его до бесчувственного состояния.
Джон, Эмма, Мэри и Джастин уплывают на катере. Затем хирург возвращается, чтобы избавиться от последнего негодяя. Он делает надрезы на теле Крэга, парализуя его ниже шеи. «Не было ни верёвки, ни скотча», — объясняет ему Джон. После этого он засовывает голову Крэга в микроволновую печь и включает её. Голова Крэга разлетается вдребезги.

## В ролях
| Актёр              | Роль                             |
| ------------------ | -------------------------------- |
| Сара Пэкстон       | Мэри Колинвуд дочь Джона и Эммы  |
| Тони Голдуин       | Джон Коллинвуд отец Мэри, хирург |
| Моника Поттер      | Эмма Коллинвуд мать Мэри         |
| Марта Макайзек     | Пейдж подруга Мэри               |
| Гаррет Диллахант   | Крэг                             |
| Аарон Пол          | Френсис брат Крэга               |
| Спенсер Трит Кларк | Джастин сын Крэга                |
| Рики Линдхоум      | Сэйди девушка Крэга              |
| Майкл Боуэн        | Мортон                           |
| Джошуа Кокс        | Джалз                            |
| Уша Кхан           | Горничная                        |

## Критика
На агрегаторе рецензий Rotten Tomatoes 43 % на основе 167 обзоров со средней оценкой 5,1 из 10. Консенсус критиков сайта гласит: «Чрезмерный и кровавый, этому ремейку не хватает интеллектуального напора оригинала 1972 года».
Питер Хартлауб из San Francisco Chronicle считает, что ремейк отошел от традиционного шаблона, используемого более поздними ремейками: «включить в два раза больше убийств, найти скучных молодых актеров из телешоу, переписать сценарий, потерять все интересное, что было в оригинале, и придумать предлог, чтобы добавить сотовые телефоны». Кайл Смит из New York Post согласился с тем, что фильм удался там, где другие ремейки потерпели неудачу. Для Смита это была замена клише «быстрых, громких звуков и трюков с камерой» на «длинные кадры, действительно тревожное насилие и растяжки без диалогов, которые могли бы привязать вас к истории, что сделало этот фильм более эффективным». Смит похвалил игру Диллаханта, а также «непринужденный, прозаический подход Илиадиса, который умножает ужас до почти невыносимого уровня».
Напротив, Клаудия Пуиг из USA Today заявила, что режиссеру Деннису Илиадису «не удалось удержать фильм от превращения в еще одно порно с пытками». Джо Ноймайер из New York Daily News назвал фильм «противочеловечным, вызывающим бурление в животе из-за его насилия», и задался вопросом: «Почему Голдвин и Поттер вообще подписались на фильм».

## Съёмочная группа
- Режиссёр: Дэннис Илиадис
- Продюсеры: Грег Бакл, Джонатан Крэйвен, Уэс Крэйвен
- Сценаристы: Адам Аллека, Карл Эллсуорт, Уэс Крэйвен
- Композитор: Джон Мёрфи
- Оператор: Шарон Мейр Коен